# Josip Barišić
Josip Barišić (født 7. marts 1981) er en tidligere kroatisk fodboldspiller.